# Frank Ostholt

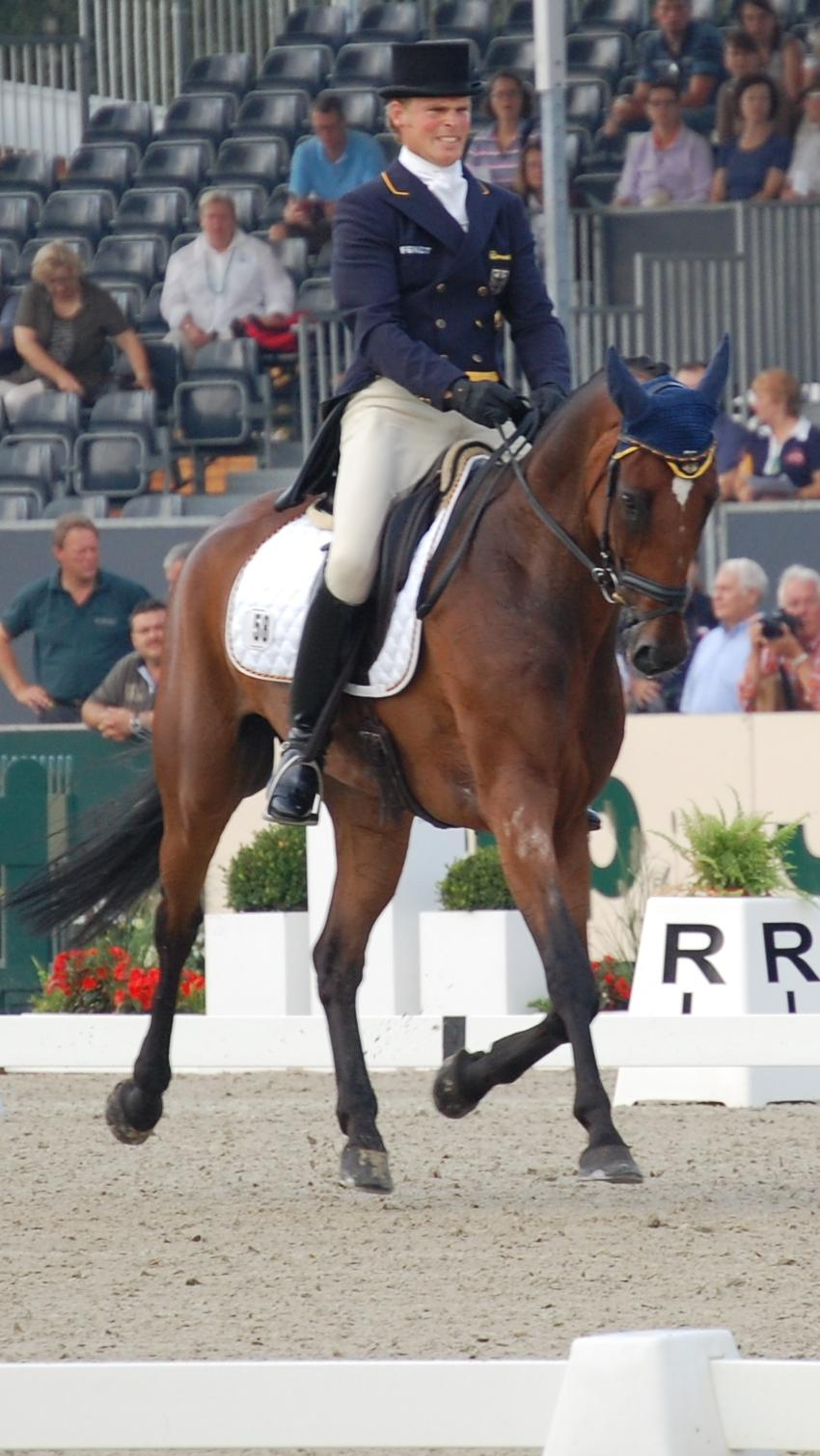
Frank Ostholt und Little Paint bei den Europameisterschaften 2011

Frank Ostholt (* 23. September 1975 in Warendorf, Nordrhein-Westfalen) ist ein deutscher Vielseitigkeitsreiter.

## Werdegang
Ostholt wuchs auf einem landwirtschaftlichen Hof auf, wo er durch den kleinen Reitbetrieb auch mit Pferden in Berührung kam.
Seine Karriere begann 1996, als er mit 20 Jahren zum ersten Mal an den Deutschen Meisterschaften der Jungen Reiter teilnahm. Zu diesem Zeitpunkt feierte Ostholt seine größten Erfolge mit der Stute Eos und Basilisk. 2003 sicherte er sich mit seinem Pferd Air Jordan den Sieg bei den Deutschen Meisterschaften im Vielseitigkeitsreiten. Diesen Triumph konnte Ostholt 2005 wiederholen. Zwischenzeitlich hatte er bei den Olympischen Spielen 2004 durch eine umstrittene Entscheidung Mannschaftsgold verloren und war auf den vierten Platz zurückgefallen. Zusammen mit der deutschen Mannschaft feierte er dann in den kommenden vier Jahren noch mehrmals Erfolge, unter anderem holten sie 2005 Bronze bei der Europameisterschaft und 2006 Gold bei den Weltmeisterschaften. Zudem feierte er unter anderem mit seinen Pferden Air Jordan, Mr. Medicott und Little Paint zahlreiche Erfolge bei CCI-Prüfungen und wurde 2008 wiederum Deutscher Meister, zum dritten Mal. 
Frank Ostholt nahm 2008 in Peking zum zweiten Mal an Olympischen Spielen teil, dieses Mal jedoch mit Mr. Medicott. Am 12. August 2008 wurde Ostholt in der Vielseitigkeit bei den Olympischen Spielen in Peking zusammen mit Ingrid Klimke, Hinrich Romeike, Andreas Dibowski und Peter Thomsen Olympiasieger mit der Mannschaft. Dadurch, dass sich zwar die besten 25 Reiter für das Finale im Einzel qualifizierten, allerdings maximal drei von einer Mannschaft, konnte Frank Ostholt, obwohl zu diesem Zeitpunkt in der Einzelwertung auf Rang acht liegend, nicht im abschließenden Springreiten starten.
Bei den Weltreiterspielen 2010 wurde er mit Mr. Medicott als Einzelreiter 21. im Einzel. Seinen bisher größten Einzelerfolg bei einem internationalen Championat feierte er 2011: Bei den Europameisterschaften in Luhmühlen gewann er mit Little Paint Einzelbronze. Bei den Deutschen Meisterschaften 2012 errang er mit Little Paint ebenfalls Bronze.

## Privates
Er ist mit der schwedischen Vielseitigkeitsreiterin Sara Algotsson-Ostholt verheiratet. Das Paar hat eine Tochter (Wilma-Sophie, *2010)
Ostholt ist Diplom-Agraringenieur, Pferdewirtschaftsmeister und Leiter des DOKR-Bundesleistungszentrums Reiten in Warendorf. Durch den damaligen Bundespräsidenten Horst Köhler wurde er 2005 mit dem Silbernen Lorbeerblatt ausgezeichnet.

## Pferde
aktuelle:
- Oh-Ha (* 2019), brauner Hannoveraner Wallach, Vater: Origi D'o, Muttervater: Watermill Rolex xx

- Cracks Alva Vo (* 2017), dunkelbraune Hannoveraner Stute, Vater: Chaccos Crack, Muttervater: Amerigo Vespucci xx
- Caritan (* 2019), dunkelbrauner Hannoveraner Wallach, Vater: Carridam, Muttervater: Natiello xx
- Quasi Quax (* 2016), Westfale Schimmelhengst, Vater: Quidam de Revel, Muttervater: Carthago

ehemalige:
- Mr. Medicott (* 1999; † 2023, ursprünglich Crag Cave Slieveluachra), ISH-Fuchswallach, Vater: Cruising, Muttervater: Edmund Burke xx; ab Anfang 2012 von Karen O’Connor geritten[5]
- Eos 10 (* 1992; † 2011), Trakehner, Fuchsstute, Vater: Rockefeller, Muttervater: Sastor; Besitzer: A. Hormann & F. Ostholt
- Kentucky Basilisk (* 1986; † 2003), Trakehner Schimmelhengst, Vater: Bajar ShA, Muttervater: Karwendelstein
- Air Jordan 2 (* 1995; † 2024), Hannoveraner, Fuchswallach, Vater: Amerigo Vespucci xx, Muttervater: Wittensee; Besitzer: Deutsches Olympiade Komitee & Robert Vietor, zuletzt im April 2017 von Mirko Handrick im Sport eingesetzt
- Little Paint (* 1998), brauner DSP-Wallach, Vater: Nitron, Muttervater: I'm a Star xx, Besitzer: Deutsches Olympiade Komitee & Eheleute Vietor, zuletzt im April 2016 von Mirko Handrick im Sport eingesetzt